# Forces de systèmes sans pilote
Les Forces de systèmes sans pilote (en ukrainien Сили безпілотних систем Збройних сил України, СБС, Syly bezpilotnykh system Zbroïnykh syl Oukraïny) sont une branche des Forces armées de l'Ukraine orientée vers les tâches de soutien et de développement d'unités de systèmes sans pilote.

## Historique
C'est la plus jeune branche des Forces armées ukrainiennes et la première arme dédiée spécifiquement aux drones de l'histoire militaire. Elle est conçue pour l'utilisation de systèmes aériens, marins et sous-marins, ainsi que de systèmes robotiques et sans pilote au sol. Son symbole est l'hirondelle. Elle est créée le 6 février 2024.

## Commandement
Son premier commandant est Vadym Soukharevsky, ancien adjoint d'Oleksandr Syrskyi pour les unités sans pilote.

## Structure

### Ordre de bataille
- État-major de la branche ;
  -  14e régiment de complexes aéronautiques sans pilote (uk) Unité militaire A4714[5]
    -  1er bataillon[6]
    -  2e bataillon[6]
      -  2e bataillon de Drones « V Legion »[5]

    -  3e bataillon[6]
    -  Compagnie de reconnaissance aérienne « Charlie »[5]

  -  412e régiment autonome de systèmes sans pilote « Nemesis » Unité militaire  A4919 Kyïv[7],[8]
    -  Bataillon « Asgard »[7],[8]

  -  413e bataillon autonome de systèmes sans pilote « Raid » (uk)[9],[10]
    -  unité de systèmes sans pilote « Nachtigal »[9],[10]
    -  unité de systèmes sans pilote « Dzhmil »[10]
    -  unité de systèmes sans pilote « Harpon » (en ukrainien : Гарпун)[11],[12]

  -  419e bataillon de systèmes sans pilote « Varta » Unité militaire A5027[13]
    -  Compagnie de systèmes sans pilote d'attaque « Hunters »[13]
    -  unité de systèmes sans pilote « k-19 »[13]

  -  420e bataillon de systèmes sans pilote « lévrier » (en ukrainien : ХОРТ) Unité militaire A5042[14]
    -  1re compagnie
    -  2e compagnie[14]

  -  423e bataillon de systèmes sans pilote « Griffons scythes » (en ukrainien : Скіфські Грифони (Skifsʹki Hryfony)) Unité militaire A5049[15]
    -  Détachement de systèmes sans pilote d'attaque « Oiseaux furieux » (en ukrainien : Злі птахи (Zli ptakhy))[15]

  -  424e bataillon de systèmes sans pilote « Svarog »[16]
  -  425e régiment de systèmes sans pilote[17]
  -  Bataillon « Flying Skull »[18].
  -  93e bataillon de soutien Unité militaire A5068[19]
    -  Compagnie de génie et de sapeurs[20]
    -  Peloton antiaérien[21]
    -  service médical[22]

  -  230e bataillon logistique[23]
    -  service médical[24]

  -  190e centre de formation (uk)[25].